# NGC 2452
NGC 2452 est une nébuleuse planétaire située dans la constellation de la Poupe. NGC 2452 a été découverte par l'astronome britannique John Herschel en 1837.

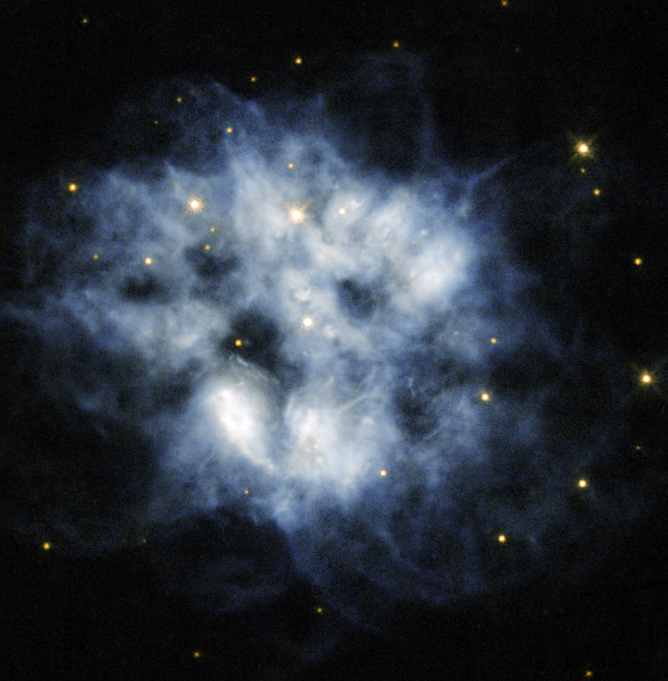
NGC 2452 par le télescope spatial Hubble.

## Observation
Avec une magnitude visuelle apparente de 12,0, on doit utiliser un télescope dont l'ouverture est d'au moins 200 mm pour l'observer. Comme elle est éloignée des principales étoiles du ciel, elle pourrait être difficile à repérer sans un dispositif numérique de recherche.

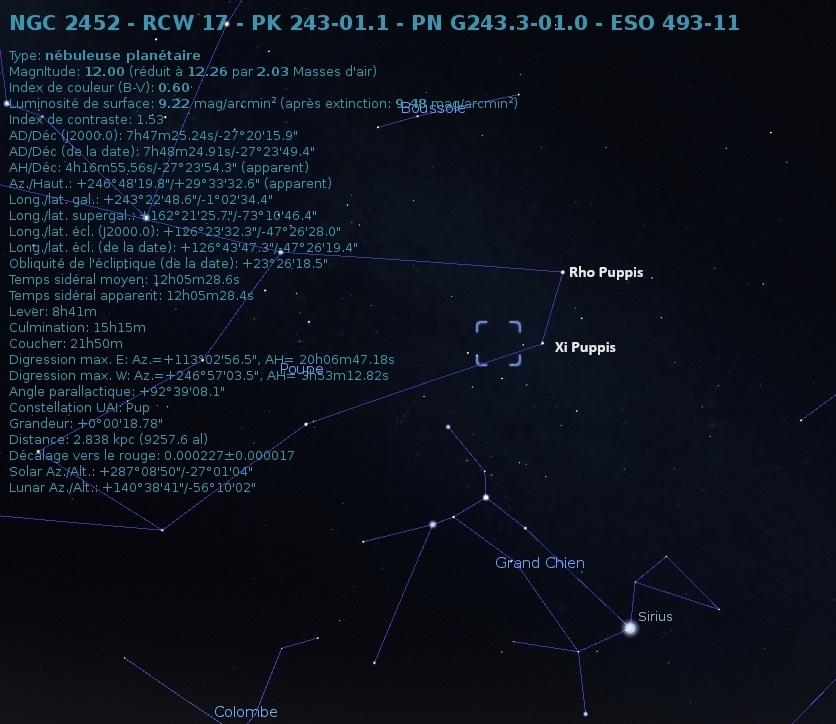
Localisation de NGC 2452 dans la constellation de la Poupr. (Stellarium)

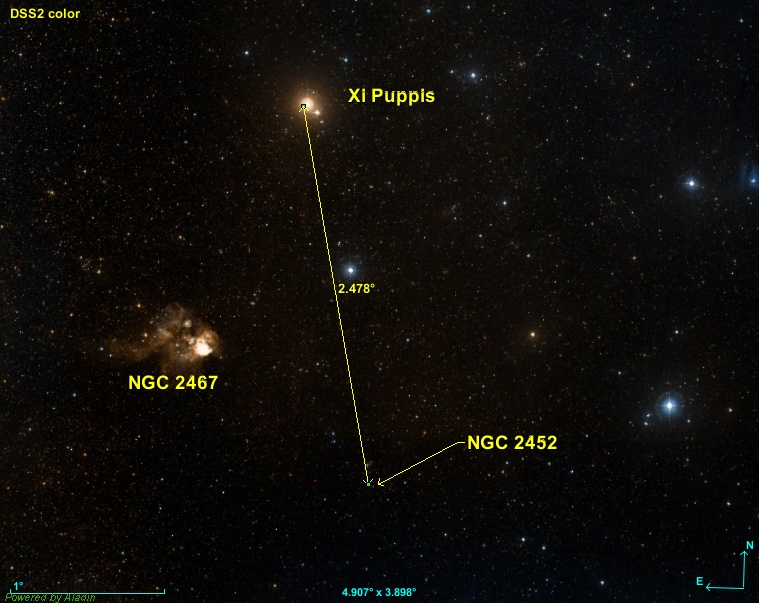
Position de NGC 2452 par rapport à une étoile.

NGC 2452 est à environ 2,5 degrés au sud-ouest de Xi Puppis. NGC 2467, un amas ouvert associé à une nébuleuse en émission se trouve dans la même région du ciel.

## Distance, taille et vitesse
Le logiciel en ligne Aladin Lite permet de consulter les données astronomiques de plusieurs catalogues, dont le « GAIA EARLY DATA RELEASE 3 (GAIA EDR3) ». La parallaxe de NGC 2452 est égale à 0,342 2 ± 0,078 7 mas, ce qui correspond à une distance de 2922 +873
−546 pc.
Selon les sources, la taille apparente de la nébuleuse est de 0,48' ou de 0,32′, ce qui, compte tenu de la distance et grâce à un calcul simple, équivaut à une taille réelle de 1,563 ± 0,165 al.
Deux valeurs identiques de la vitesse sont indiquées sur la base de données Simbad, soit 68,0 km/s et 68,0 ± 5,0 km/s,.